# Langenstraße 54 (Stralsund)
Das Haus Langenstraße 54 in Stralsund ist ein denkmalgeschütztes Bauwerk in der Langenstraße.

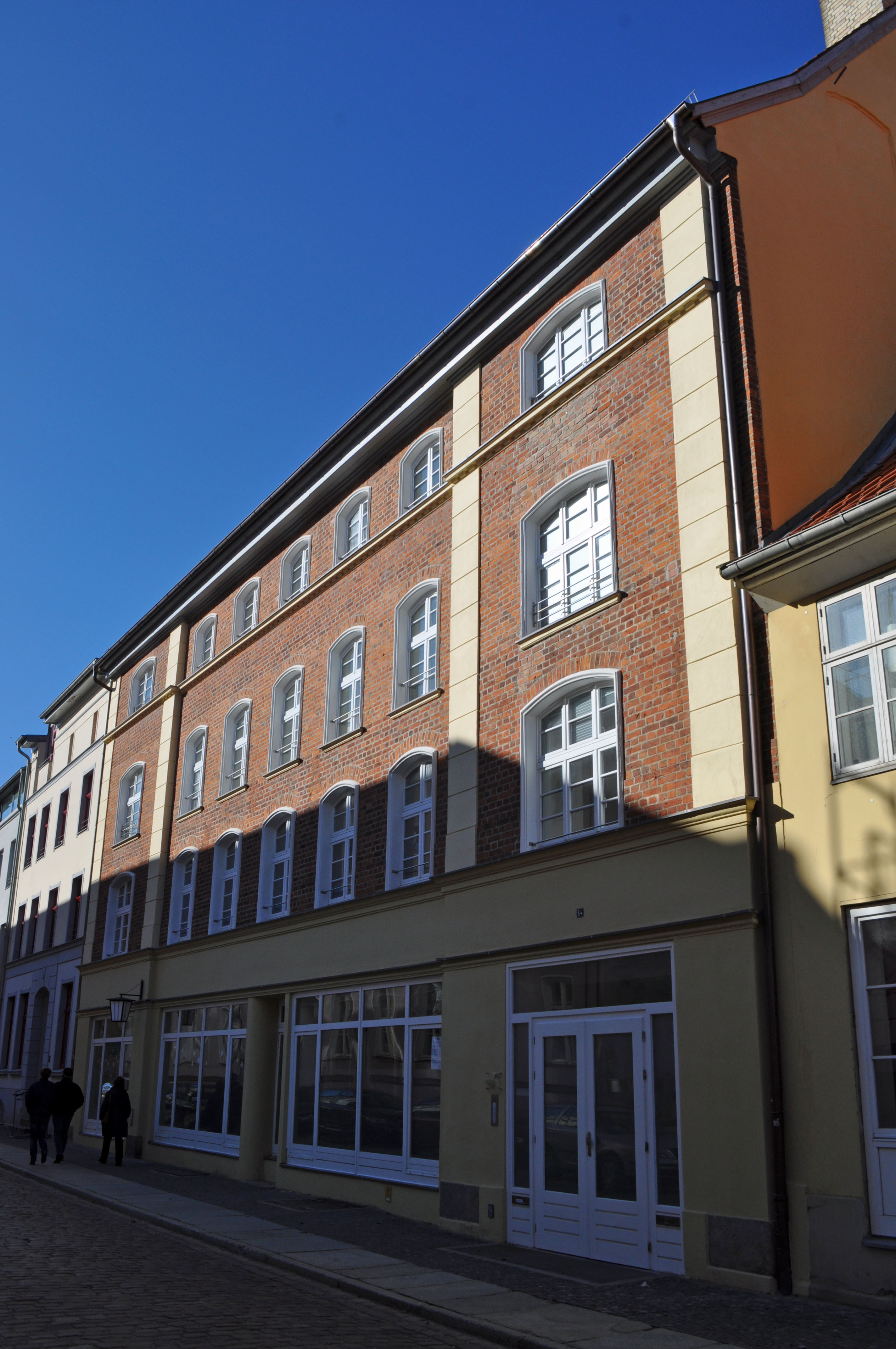
Haus Langenstraße 54 in Stralsund (2012)

In der Mitte des 19. Jahrhunderts wurde dieses dreieinhalbgeschossige Haus als Speicher aus Backstein errichtet. Im Jahr 1930 wurde der Speicher zum Geschäftshaus umgebaut. Der traufständige Bau weist über der breiten Schaufensterfront im Erdgeschoss sieben Achsen mit Fenstern auf; die beiden äußeren Achsen sind leicht vorgezogen.
Das Haus im Kerngebiet des von der UNESCO als Weltkulturerbe anerkannten Stadtgebietes des Kulturgutes „Historische Altstädte Stralsund und Wismar“ ist in die Liste der Baudenkmale in Stralsund eingetragen.